# Daniel Salas
Daniel «Danny» Salas (Ciudad de México, 8 de junio de 1988) es un artista marcial mixto mexicano que compite en la división de peso ligero. Habiéndose formado en Bonebreakers, ha sido campeón de peso ligero de Budo Sento Championship.

## Carrera de artes marciales mixtas

### Carrera temprana
En 2007, Salas hizo su debut profesional a la edad de 19 años en la promoción mexicana MMA Xtreme. Aunque perdió su pelea de debut, consiguió una racha de 12 victorias consecutivas entre sus peleas en MMA Xtreme y Xtreme Fighters Latino (XFL) en un periodo de 4 años. El 26 de mayo de 2011, sería el fin de la racha de Salas tras caer ante Gabriel Benítez por decisión unánime.

### The Ultimate Fighter
En 2015, Salas fue seleccionado para competir en la división de peso ligero del reality The Ultimate Fighter: Latin America 2 de UFC a pesar de ser un peleador de peso pluma, y ha estado activo en múltiples organizaciones. El 31 de marzo, se enfrentó a Horacio Gutiérrez en los cuartos de final; perdió por decisión dividida.

### Rizin FF
Salas se enfrentó a Mikuru Asakura el 22 de febrero de 2020 en RIZIN 21. Perdió la pelea por nocaut con un puñetazo en el suelo a los 2 minutos y 34 segundos del segundo asalto.

### Budo Sento Championship
El 10 de abril de 2021 en su debut en BSC, Salas subió al peso ligero y se enfrentó a Thiago Oliveira en el evento principal del BSC 2. Ganó la pelea por nocaut en el segundo asalto con una ráfaga de golpes.

#### Campeonato de Peso Ligero de BSC
Salas tuvo una pelea por el título de peso ligero ante el entonces campeón Ednilson de José Barros el 3 de diciembre de 2021 en BSC 5. Se convirtió en el nuevo campeón después de una victoria por decisión unánime.
Salas se enfrentó a Adriano Nunes en una pelea por el título de peso ligero el 9 de diciembre de 2022 en BSC 12. Ganó la pelea por decisión unánime.
Salas se enfrentó a Alan Lewis en la lucha por el título de peso ligero el 1 de diciembre de 2023 en BSC 19. Ganó la pelea por sumisión en el segundo asalto.

## Campeonatos y logros
- Budo Sento Championship
  - Campeonato de Peso Ligero de BSC (una vez)

## Récord en artes marciales mixtas
| Récord profesional | Récord profesional | Récord profesional |
| 29 peleas          | 20 victorias       | 8 derrotas         |
| ------------------ | ------------------ | ------------------ |
| Nocaut             | 6                  | 3                  |
| Sumisión           | 9                  | 0                  |
| Decisión           | 5                  | 5                  |
| Empate             | 1                  | 1                  |

| Resultado | Récord | Oponente                | Método                               | Evento                        | Fecha                   | Ronda | Tiempo | Localización              | Notas                                         |
| --------- | ------ | ----------------------- | ------------------------------------ | ----------------------------- | ----------------------- | ----- | ------ | ------------------------- | --------------------------------------------- |
| Derrota   | 20–8–1 | Emmanuel Sánchez        | Decisión (unánime)                   | XFC 50: Johnson vs. Abbey     | 12 de abril de 2024     | 3     | 5:00   | Lakeland, Florida         |                                               |
| Victoria  | 20–7–1 | Allan Ruíz              | Sumisión (rear-naked choke)          | BSC 19                        | 1 de diciembre de 2023  | 2     | 4:18   | Ciudad de México          | Defendió el Campeonato de Peso Ligero de BSC. |
| Victoria  | 19–7–1 | Adriano Nunes           | Decisión (unánime)                   | BSC 12                        | 9 de diciembre de 2022  | 5     | 5:00   | Ciudad de México          | Defendió el Campeonato de Peso Ligero de BSC. |
| Victoria  | 18–7–1 | Ednilson de Jose Barros | Decisión (unánime)                   | BSC 5                         | 3 de diciembre de 2021  | 3     | 5:00   | Ciudad de México          | Ganó el Campeonato de Peso Ligero de BSC.     |
| Victoria  | 17–7–1 | Thiago Oliveira         | TKO (golpes)                         | BSC 2                         | 10 de abril de 2021     | 2     | 3:35   | Ciudad de México          |                                               |
| Derrota   | 16–7–1 | Mikuru Asakura          | KO (patadas a la cabeza y puñetazos) | Rizin 21                      | 22 de febrero de 2020   | 2     | 2:34   | Hamamatsu                 |                                               |
| Victoria  | 16–6–1 | Jon Zarate              | Decisión (unánime)                   | Crixus MMA - 02               | 19 de octubre de 2019   | 3     | 5:00   | Medellín                  |                                               |
| Victoria  | 15–6–1 | Angel Rodríguez         | Decisión (dividida)                  | Center Real Fights 28         | 24 de marzo de 2018     | 3     | 5:00   | Cancún                    |                                               |
| Derrota   | 14–6–1 | Víctor Fernández Arias  | Decisión (unánime)                   | Center Real Fights 21         | 19 de febrero de 2017   | 5     | 5:00   | San José                  |                                               |
| Empate    | 14–5–1 | Sergio Cossio           | Empate (mayoritario)                 | XFL                           | 19 de agosto de 2016    | 3     | 5:00   | Ciudad de México          |                                               |
| Victoria  | 14–5   | Alci Cleiton            | Sumisión (rear-naked choke)          | Center Real Fights 13         | 25 de octubre de 2024   | 2     | 3:05   | San José                  |                                               |
| Victoria  | 13–5   | Édgar Delgado           | Decisión (unánime)                   | Center Real Fights 11         | 12 de junio de 2014     | 3     | 5:00   | San José, Costa Rica      |                                               |
| Derrota   | 12–5   | Gilson Lomanto          | Decisión (unánime)                   | XFCI 1                        | 8 de febrero de 2014    | 3     | 5:00   | Osasco, São Paulo         |                                               |
| Derrota   | 12–4   | Jason Brenton           | TKO (golpes)                         | JMMAS 11                      | 10 de agosto de 2013    | 1     | 1:01   | Albuquerque, Nuevo México |                                               |
| Derrota   | 12–3   | Antonio Ramírez         | Decisión (dividida)                  | XK 10                         | 14 de abril de 2012     | 5     | 5:00   | Ciudad de México          |                                               |
| Derrota   | 12–2   | Gabriel Benítez         | Decisión (unánime)                   | XFL                           | 26 de mayo de 2011      | 5     | 5:00   | Ciudad de México          |                                               |
| Victoria  | 12–1   | Ulises Arevalo          | Sumisión (triangle choke)            | Faith Fighting Championship 3 | 2 de abril de 2011      | 1     | N/A    | Ciudad de México          |                                               |
| Victoria  | 11–1   | Edgar Garcia Cabello    | Sumisión (rear-naked choke)          | XFL 9 - Team vs. Team 1       | 2 de septiembre de 2010 | 1     | 2:16   | Ciudad de México          |                                               |
| Victoria  | 10–1   | Ulises Lopez            | TKO (golpes)                         | XFL 8: Finals 2010            | 15 de julio de 2010     | 2     | 1:25   | Ciudad de México          |                                               |
| Victoria  | 9–1    | Edgar García Cabello    | Sumisión (triangle choke)            | XFL 7                         | 27 de mayo de 2010      | 2     | 3:42   | Ciudad de México          |                                               |
| Victoria  | 8–1    | Ramon Fernández         | Sumisión (rear-naked choke)          | XFL 6                         | 15 de abril de 2010     | 1     | 4:42   | Ciudad de México          |                                               |
| Victoria  | 7–1    | Facundo Ponce           | TKO (parada médica)                  | MMA Xtreme 23                 | 15 de agosto de 2009    | 1     | 2:01   | Cancún                    |                                               |
| Victoria  | 6–1    | Carlo Medina            | TKO (golpes)                         | Total Combat 3                | 11 de julio de 2009     | 1     | 1:19   | Ciudad de México          |                                               |
| Victoria  | 5–1    | Yahir Cordoba           | Sumisión (triangle ankle)            | Xtreme Fighter Society 4      | 27 de abril de 2009     | 1     | 2:55   | Ciudad de México          |                                               |
| Victoria  | 4–1    | Rodolfo Rudy            | Sumisión (heel hook)                 | Xtreme Fighter Society 2      | 26 de febrero de 2009   | 1     | 3:02   | Ciudad de México          |                                               |
| Victoria  | 3–1    | Christian Serrano       | KO (golpe)                           | Xtreme Fighter Society 2      | 26 de febrero de 2009   | 2     | 0:18   | Ciudad de México          |                                               |
| Victoria  | 2–1    | Edwin Maldonado         | Sumisión (rear-naked choke)          | MMA Xtreme 16                 | 18 de noviembre de 2007 | 2     | 0:42   | Ciudad de México          |                                               |
| Victoria  | 1–1    | Rick Screeton           | TKO (golpes)                         | MMA Xtreme 13                 | 28 de julio de 2007     | 1     | 2:55   | Puebla                    |                                               |
| Derrota   | 0–1    | Raul Rodriguez          | KO (golpe)                           | MMA Xtreme 1                  | 21 de abril de 2007     | 2     | 0:23   | México                    |                                               |